# Шаблаускайте, Миле
Миле Шаблаускайте (лит. Milė Šablauskaitė; род. 1 сентября 1944, деревня Юодгальвичяй, Игналинский район, Литовская ССР) — советская и литовская актриса театра и кино.

## Биография
Миле Шаблаускайте родилась 1 сентября 1944 года в деревне Юодгальвичяй (Игналинский район, Литва). В 1962—1967 годах училась в Литовской государственной консерватории (курс Витаутаса Чибираса и Зенонаса Буожиса). После окончания консерватории в 1967 году стала актрисой Каунасского государственного драматического театра.

### Семья
- Сын — литовский актёр и режиссёр Артурас Шаблаускас (1963—2012).

## Творчество

### Фильмография
1. 1970 — Мужское лето — Аницета, медсестра
2. 1971 — Раны земли нашей (лит. Žaizdos žemės mūsų) — жена Дракшаса
3. 1980 — Факт (лит. Faktas) — гостья в доме у швеи в доме Джанаса
4. 1981 — Рай красного дерева (лит. Raudonmedžio rojus) — хозяйка другой квартиры Каролиса
5. 1984 — Блудный сын
6. 1997 — Божья подкладка (пол. Boża podszewka; Польша) — литовка в костёле
7. 2000 — Жизнь Эльзы (лит. Elze is Gilijos; Литва, Германия)
8. 2001 — Вкус снега (лит. Sniego skonis; Литва)
9. 2008 — Прощание (лит. Atsisveikinimas; Литва, Нидерланды, Польша) — жена отца Аудрюса
10. 2009 — Аллея женщин (лит. Moterų alėja; Литва)— Броне
11. 2011 — Город чувств (лит. Jausmų miestas; Литва)
12. 2012 — Дом, где сердце (лит. Namai, kur širdis; Литва) — Дануте
13. 2012 — Мать и сын (лит. Motina ir sūnus; Литва)